# Brjansk
Brjansk (russisk: Брянск, tr. Brjansk) er en russisk by, administrative center i Brjansk oblast. Byen har 373.310 (2024) indbyggere.

## Geografi
Brjansk ligger 400 km sydvest for Moskva ved floden Desna.

### Klima
Koldeste måned i Brjansk er januar med en gennemsnitstemperatur på - 6 °C, varmeste måned er juli med med en gennemsnitstemperatur på + 18,9 °C. Den gennemsnitlige nedbør er på 591 mm/år (lidt mindre end Danmark).

## Historie
Lokale arkæologer og myndigheder mener, at der på stedet eksisterede et samfund eller en befæstning allerede i 985 . I 1146 blev byen første gang omtalt i Nestorkrøniken under navnet Dbrjansk (russisk: Дъбряньск).
Under 2. verdenskrig blev byen erobret af nazityskland, der ødelagde mange af fabrikkerne. I perioden mellem 6. oktober 1941 og 17. september 1943 kæmpede så mange som 60.000 sovjetiske partisaner for at generobre byen.

## Erhverv og uddannelse
I dag er Brjansk en industriby, der producerer jernbanemateriel, turbiner og maskiner. Brjansk er jernbaneknudepunkt og har gode forbindelser til omverdenen. Byen har to universiteter, tre teatre og et teknisk akademi. Brjansk har tradition for at huse tungindustri. Allerede i 1783 påbegyndte man våbenproduktion i byen.